# Mosaic (trình duyệt)
NCSA Mosaic, hay đơn giản là Mosaic, là trình duyệt web phổ biến World Wide Web và Internet. Nó cũng là một ứng dụng khách cho các giao thức internet trước đó như Giao thức truyền tệp, Giao thức truyền tin tức mạng và Gopher. Trình duyệt được đặt tên cho sự hỗ trợ của nhiều giao thức internet. Giao diện trực quan, độ tin cậy, chuyển qua Microsoft Windows và cài đặt đơn giản, tất cả đã góp phần vào sự phổ biến của Mosaic trong Internet, cũng như trên các hệ điều hành Microsoft. Mosaic cũng là trình duyệt đầu tiên hiển thị hình ảnh nội tuyến bằng văn bản thay vì hiển thị hình ảnh trong một cửa sổ riêng biệt. Mặc dù Mosaic thường được mô tả là trình duyệt web đồ họa đầu tiên, nhưng trước đó đã có các trình duyệt WorldWideWeb, Erwise  và ViolaWWW ít được biết đến.
Mosaic được phát triển tại Trung tâm Ứng dụng siêu máy tính quốc gia (NCSA)  tại Đại học Illinois tại Urbana nhận Champaign bắt đầu vào cuối năm 1992. NCSA đã phát hành trình duyệt vào năm 1993, và chính thức ngừng phát triển và hỗ trợ vào ngày 7 tháng 1 năm 1997.
Bắt đầu từ năm 1995, Mosaic mất thị phần vào Netscape Navigator và đến năm 1997 chỉ còn lại một phần nhỏ người dùng, đến lúc đó dự án bị ngừng. Microsoft đã cấp phép cho Mosaic để tạo ra Internet Explorer vào năm 1995.